# Marie Avgeropoulos
Marie Avgeropoulos (Thunder Bay, 17 de junho de 1986) é uma atriz e modelo canadense de origem grega. É mais conhecida por interpretar Octavia Blake na série de ficção científica The 100 do canal The CW.

## Biografia
Marie aprendeu a tocar bateria aos 16 anos, com 21, foi aprovada no teste de um comercial de roupa que buscava meninas que soubessem tocar o instrumento. Um agente de talentos ficou interessado e a convidou para aparecer em vários comerciais nacionais. Por sua beleza e o seu jeito de rockeira, chamou a atenção do diretor Chris Columbus, que lhe deu um pequeno papel em I Love You, Beth Cooper, uma comédia de 2009. Depois fez participações em séries como Supernatural, Harper's Island, Fringe e Alvo Humano.
Em 2010, foi escalada como Kim Rhodes para o filme Hunt to Kill, seu primeiro papel de destaque. Um ano depois, atuou ao lado de estrelas como Seth Rogan e Joseph Gordon-Levitt em 50/50, filme que foi indicado ao Globo de Ouro.
Em 2012, protagonizou o telefilme canadense Fugitive at 17. Em maio de 2014, o thriller foi lançado em DVD pela distribuidora MTI Home Video.
No início de 2013, participou de 10 dos 13 episódios da série Cult. No entanto, a série não conseguiu atrair os telespectadores, então após o episódio 7 foi cancelada, os restantes seis episódios foram transmitidos mais tarde no verão. Não muito tempo depois, a The CW resolveu aproveitar Marie como uma dos principais personagens de The 100, série de ficção científica onde interpreta Octavia Blake. A atração atualmente está em sua sétima temporada e se tornou o seu trabalho de maior sucesso até o momento.
Em 2015, foi lançado o filme Tracers. As gravações começaram em 2013 e Marie interpreta Nikki, uma misteriosa e sedutora traceuses que faz par romântico com Cam (Taylor Lautner).

## Vida pessoal
Canadense de ascendência grega, Marie nasceu e cresceu em Thunder Bay, perto do Lago Superior, onde ainda jovem aprendeu a pescar, caçar e costumava acampar ao redor de uma fogueira. Depois de estudar Jornalismo por dois anos em sua cidade natal, decidiu se mudar para a Europa. Vários meses depois, ela voltou para o Canadá e se estabeleceu em Vancouver.
Marie é apaixonada pela natureza, sempre que tem tempo, ela gosta visitar parques ou reservas naturais, andar de skate, sair com seus cães para dar uma volta, surfar, pescar, acampar, compor músicas e dirigir sua Harley Davidson. A patinação e os tempos vagos na pista com seu pai são as melhores memórias que ela tem de sua infância.
No verão do hemisfério norte de 2013, conheceu o ator Taylor Lautner nas gravações do filme Tracers e eles começaram a namorar. Foi anunciado o término em janeiro de 2015, porém o relacionamento já tinha acabado cerca de dois meses.
Na madrugada do dia 5 de agosto de 2018, Marie foi presa por violência doméstica após ser denunciada por seu namorado, ele tinha marcas no corpo e por isso ela foi presa, embora ele tenha pedido que os policiais não a levassem. Marie misturou remédios controlados com vinho, e ficou descontrolada. A intenção de seu namorado ao ligar para a polícia teria sido parar com a confusão e não fazê-la ser presa. O próprio rapaz, que não teve a identidade revelada, pagou a fiança e não prestou queixa.

## Filmografia

### Televisão
| Ano       | Título           | Papel            | Notas                        |
| --------- | ---------------- | ---------------- | ---------------------------- |
| 2014-2020 | The 100          | Octavia Blake    | Elenco principal             |
| 2013      | Cult             | Kirstie Nelson   | 10 episódios                 |
| 2013      | 90210            | Cassie McCoy     | Episódio 19, Temporada 5     |
| 2012      | The Inbetweeners | Samantha         | 4 Episódios, Temporada 1     |
| 2011      | Hiccups          | Terry            | Episódio 8, Temporada 2      |
| 2011      | Eureka           | Bonnie           | Episódio 12, Temporada 4     |
| 2010      | Alvo Humano      | Jamie Hartloff   | Episódio 6, Temporada 2      |
| 2010      | Fringe           | Garçonete / Leah | Episódios 17-18, Temporada 2 |
| 2010      | The Troop        | corre            | Episódio 15, Temporada 1     |
| 2009      | The Guard        | Jeanette         | Episódio 8, Temporada 2      |
| 2009      | Harper's Island  | Stacy            | Episódio 4                   |
| 2009      | Supernatural     | Taylor           | Episódio 13, Temporada 4     |

### Cinema
| Ano  | Título                                             | Papel          | Notas          |
| ---- | -------------------------------------------------- | -------------- | -------------- |
| 2016 | Dead Rising - Endgame                              | Sandra Lowe    |                |
| 2015 | A Remarkable Life                                  | Chelsea        |                |
| 2015 | Tracers                                            | Nikki          |                |
| 2012 | Fugitive at 17                                     | Holly Hamilton | Telefilme      |
| 2012 | Walking the Halls                                  | Amber          |                |
| 2011 | "50/50"                                            | Allison        |                |
| 2010 | Smoke Screen                                       | Suzi           |                |
| 2010 | Hunt to Kill                                       | Kim Rhodes     |                |
| 2010 | Percy Jackson & the Olympians: The Lightning Thief | Aphrodite Girl |                |
| 2010 | Random Walk                                        | ...            | Curta-metragem |
| 2009 | Sorority Wars                                      | Missy          | Telefilme      |
| 2009 | I Love You, Beth Cooper                            | Valli Wooley   |                |